# Нейтральна лексика
Нейтральна лексика — це слова, якими користуються в повсякденному житті всі носії мови.
Хто володіє українською мовою, бо такі слова всім зрозумілі й означають поняття, звичайні для кожної людини. До стилістично нейтральної загальновживаної лексики належать назви навколишніх речей, тварин, рослин, назви явищ природи і суспільного життя, людської діяльності і культури, найрізноманітніших прикмет і якостей, почувань і стану людини тощо, тобто слова, зв'язані з повсякденним життям усіх членів мовного колективу. Наприклад: вода, ліс, дивитися і т. д.

## Групи слів
До нейтральної лексики входять більша частина синсемантичних (службових) слів, наприклад: і, ми, на, під, чи, же, четвертий, вісім, він, ми. І значна частина кількість автосемантичних (повнозначних) слів, наприклад: дощ, сонце, мати, син, селянин, студент, йти, говорити, мовчати, розуміти і т. д.
У синонімічному ряду нейтральними є частіше один, рідше два чи три його компоненти.